# Élections législatives de 1988 dans le Doubs
Les élections législatives françaises de 1988 se déroulent les 5 et 12 juin 1988.  Dans le département du Doubs, cinq députés sont à élire dans le cadre de cinq circonscriptions.

## Élus
| Circonscription | Député sortant        | Parti                 | Parti                 | Député élu ou réélu  | Parti | Parti     |
| --------------- | --------------------- | --------------------- | --------------------- | -------------------- | ----- | --------- |
| 1re             | Scrutin proportionnel | Scrutin proportionnel | Scrutin proportionnel | Robert Schwint       |       | PS        |
| 2e              | Scrutin proportionnel | Scrutin proportionnel | Scrutin proportionnel | Michel Jacquemin     |       | UDF (CDS) |
| 3e              | Scrutin proportionnel | Scrutin proportionnel | Scrutin proportionnel | Guy Bêche            |       | PS        |
| 4e              | Scrutin proportionnel | Scrutin proportionnel | Scrutin proportionnel | Huguette Bouchardeau |       | app. PS   |
| 5e              | Scrutin proportionnel | Scrutin proportionnel | Scrutin proportionnel | Roland Vuillaume     |       | RPR       |

## Positionnement des partis
L'UDF et le RPR se présentent unis sous l'étiquette « Union du Rassemblement et du Centre » tandis que les candidats du Parti socialiste se rangent sous la bannière de la « Majorité présidentielle pour la France unie », slogan de la campagne présidentielle de François Mitterrand.

## Résultats

### Résultats à l'échelle du département
| Parti          | Parti                               | Premier tour | Premier tour | Second tour | Second tour | Sièges |
| Parti          | Parti                               | Voix         | %            | Voix        | %           | Sièges |
| -------------- | ----------------------------------- | ------------ | ------------ | ----------- | ----------- | ------ |
|                | Rassemblement pour la République    | 40 268       | 20,25        | 65 824      | 30,30       | 1      |
|                | Union pour la démocratie française  | 35 291       | 17,75        | 41 502      | 19,10       | 1      |
|                | Divers droite                       | 14 105       | 7,09         | Retrait     | Retrait     | 0      |
|                | Union du Rassemblement et du Centre | 89 664       | 45,09        | 107 326     | 49,41       | 2      |
|                |                                     |              |              |             |             |        |
|                | Parti socialiste                    | 60 319       | 30,33        | 87 009      | 40,05       | 3      |
|                | Divers gauche (Maj. prés.)          | 15 925       | 8,01         | 22 899      | 10,54       | 0      |
|                | La France unie                      | 76 244       | 38,34        | 109 908     | 50,59       | 3      |
|                |                                     |              |              |             |             |        |
|                | Front national                      | 17 524       | 8,81         |             |             | 0      |
|                | Parti communiste français           | 11 451       | 5,69         | 0           |             |        |
|                | Extrême gauche                      | 3 981        | 2,00         | 0           |             |        |
|                |                                     |              |              |             |             |        |
| Inscrits       | Inscrits                            | 307 016      | 100,00       | 306 946     | 100,00      | 5      |
| Abstentions    | Abstentions                         | 103 996      | 33,87        | 83 129      | 27,08       |        |
| Votants        | Votants                             | 203 020      | 66,13        | 223 817     | 72,92       |        |
| Blancs et nuls | Blancs et nuls                      | 4 156        | 2,05         | 6 583       | 2,94        |        |
| Exprimés       | Exprimés                            | 198 864      | 97,95        | 217 234     | 97,06       |        |

### Résultats par circonscription

#### Première circonscription (Besançon-Ouest)
| Candidat       | Candidat              | Parti          | Premier tour | Premier tour | Second tour | Second tour |  |
| Candidat       | Candidat              | Parti          | Voix         | %            | Voix        | %           |  |
| -------------- | --------------------- | -------------- | ------------ | ------------ | ----------- | ----------- |  |
|                | Robert Schwint élu    | PS             | 15 268       | 42,11        | 21 944      | 54,64       |  |
|                | Claude Girard         | RPR (URC)      | 7 982        | 22,01        | 18 217      | 45,36       |  |
|                | Jean-François Humbert | UDF (PR)       | 4 973        | 13,71        |             |             |  |
|                | René Mars             | FN             | 4 373        | 12,06        |             |             |  |
|                | Martine Bultot        | Extrême gauche | 1 943        | 5,36         |             |             |  |
|                | Gilbert Carrez        | PCF            | 1 722        | 4,75         |             |             |  |
|                |                       |                |              |              |             |             |  |
| Inscrits       | Inscrits              | Inscrits       | 55 836       | 100,00       | 55 826      | 100,00      |  |
| Abstentions    | Abstentions           | Abstentions    | 18 920       | 33,88        | 14 627      | 26,2        |  |
| Votants        | Votants               | Votants        | 36 916       | 66,12        | 41 199      | 73,8        |  |
| Blancs et nuls | Blancs et nuls        | Blancs et nuls | 655          | 1,77         | 1 038       | 2,52        |  |
| Exprimés       | Exprimés              | Exprimés       | 36 261       | 98,23        | 40 161      | 97,48       |  |

#### Deuxième circonscription (Besançon-Est)
| Candidat       | Candidat                       | Parti                      | Premier tour | Premier tour | Second tour | Second tour |  |
| Candidat       | Candidat                       | Parti                      | Voix         | %            | Voix        | %           |  |
| -------------- | ------------------------------ | -------------------------- | ------------ | ------------ | ----------- | ----------- |  |
|                | Michel Jacquemin sortant réélu | UDF (CDS) (URC)            | 17 241       | 42,35        | 23 388      | 50,53       |  |
|                | Michel Mercadié                | Divers gauche (Maj. prés.) | 15 925       | 39,12        | 22 899      | 49,47       |  |
|                | Just Schevènement              | FN                         | 3 921        | 9,63         |             |             |  |
|                | Bernard Régnier                | Extrême gauche             | 1 803        | 4,43         |             |             |  |
|                | Jacques Reigney                | PCF                        | 1 551        | 3,81         |             |             |  |
|                | Denis Gousset                  | Divers droite              | 269          | 0,66         |             |             |  |
|                | Jean-Michel Ligier             | PS                         | 2            | 0            |             |             |  |
|                |                                |                            |              |              |             |             |  |
| Inscrits       | Inscrits                       | Inscrits                   | 63 306       | 100,00       | 63 281      | 100,00      |  |
| Abstentions    | Abstentions                    | Abstentions                | 21 792       | 34,42        | 16 042      | 25,35       |  |
| Votants        | Votants                        | Votants                    | 41 514       | 65,58        | 47 239      | 74,65       |  |
| Blancs et nuls | Blancs et nuls                 | Blancs et nuls             | 802          | 1,93         | 952         | 2,02        |  |
| Exprimés       | Exprimés                       | Exprimés                   | 40 712       | 98,07        | 46 287      | 97,98       |  |

#### Troisième circonscription (Montbéliard)
| Candidat       | Candidat                | Parti          | Premier tour | Premier tour | Second tour | Second tour |  |
| Candidat       | Candidat                | Parti          | Voix         | %            | Voix        | %           |  |
| -------------- | ----------------------- | -------------- | ------------ | ------------ | ----------- | ----------- |  |
|                | Guy Bêche sortant réélu | PS             | 18 032       | 44,56        | 23 115      | 51,2        |  |
|                | Gérard Kuster sortant   | RPR (URC)      | 17 428       | 43,07        | 22 028      | 48,8        |  |
|                | Danielle Grenier        | FN             | 2 798        | 6,91         |             |             |  |
|                | Gérard Bailly           | PCF            | 2 206        | 5,45         |             |             |  |
|                |                         |                |              |              |             |             |  |
| Inscrits       | Inscrits                | Inscrits       | 61 488       | 100,00       | 61 481      | 100,00      |  |
| Abstentions    | Abstentions             | Abstentions    | 20 121       | 32,72        | 15 326      | 24,93       |  |
| Votants        | Votants                 | Votants        | 41 367       | 67,28        | 46 155      | 75,07       |  |
| Blancs et nuls | Blancs et nuls          | Blancs et nuls | 903          | 2,18         | 1 012       | 2,19        |  |
| Exprimés       | Exprimés                | Exprimés       | 40 464       | 97,82        | 45 143      | 97,81       |  |

#### Quatrième circonscription (Audincourt)
| Candidat       | Candidat                             | Parti           | Premier tour | Premier tour | Second tour | Second tour |  |
| Candidat       | Candidat                             | Parti           | Voix         | %            | Voix        | %           |  |
| -------------- | ------------------------------------ | --------------- | ------------ | ------------ | ----------- | ----------- |  |
|                | Huguette Bouchardeau sortante réélue | app. PS         | 16 492       | 43,02        | 23 810      | 56,79       |  |
|                | Jean Bourdenet                       | UDF (CDS) (URC) | 13 077       | 34,11        | 18 114      | 43,21       |  |
|                | Martial Bourquin                     | PCF             | 4 633        | 12,09        |             |             |  |
|                | Catherine Roubez                     | FN              | 3 896        | 10,16        |             |             |  |
|                | Christophe Ferrand                   | Extrême gauche  | 235          | 0,61         |             |             |  |
|                |                                      |                 |              |              |             |             |  |
| Inscrits       | Inscrits                             | Inscrits        | 64 240       | 100,00       | 64 221      | 100,00      |  |
| Abstentions    | Abstentions                          | Abstentions     | 24 917       | 38,79        | 21 091      | 32,84       |  |
| Votants        | Votants                              | Votants         | 39 323       | 61,21        | 43 130      | 67,16       |  |
| Blancs et nuls | Blancs et nuls                       | Blancs et nuls  | 990          | 2,52         | 1 206       | 2,8         |  |
| Exprimés       | Exprimés                             | Exprimés        | 38 333       | 97,48        | 41 924      | 97,2        |  |

#### Cinquième circonscription (Pontarlier)
| Candidat       | Candidat                       | Parti          | Premier tour | Premier tour | Second tour | Second tour |  |
| Candidat       | Candidat                       | Parti          | Voix         | %            | Voix        | %           |  |
| -------------- | ------------------------------ | -------------- | ------------ | ------------ | ----------- | ----------- |  |
|                | Roland Vuillaume sortant réélu | RPR (URC)      | 14 858       | 34,48        | 25 579      | 58,51       |  |
|                | André Cuinet                   | diss. UDF      | 12 070       | 28,01        | Retrait     | Retrait     |  |
|                | Denis Roy                      | PS             | 10 525       | 24,42        | 18 140      | 41,49       |  |
|                | Jean Gabliardi                 | FN             | 2 536        | 5,88         |             |             |  |
|                | André Tardot                   | Divers droite  | 1 766        | 4,1          |             |             |  |
|                | Jean-Michel Jussiaux           | PCF            | 1 339        | 3,11         |             |             |  |
|                |                                |                |              |              |             |             |  |
| Inscrits       | Inscrits                       | Inscrits       | 62 146       | 100,00       | 62 137      | 100,00      |  |
| Abstentions    | Abstentions                    | Abstentions    | 18 246       | 29,36        | 16 043      | 25,82       |  |
| Votants        | Votants                        | Votants        | 43 900       | 70,64        | 46 094      | 74,18       |  |
| Blancs et nuls | Blancs et nuls                 | Blancs et nuls | 806          | 1,84         | 2 375       | 5,15        |  |
| Exprimés       | Exprimés                       | Exprimés       | 43 094       | 98,16        | 43 719      | 94,85       |  |